# Satinder Sartaaj
Satinder Pal Singh Saini, conocido artísticamente como Satinder Sartaaj (punjabi: ਸਤਿੰਦਰ ਸਰਤਾਜ; n. en 18 de mayo de 1982 en Hoshiarpur, India) es un cantante, compositor y poeta indio. Se hizo famoso con su primer tema musical titulado "Sai". Desde entonces su popularidad ha ido creciendo constantemente en la diáspora Punjabi, ofreciendo una serie de espectáculos celebrados en muchos países de todo el mundo. Es considerado como el defensor de la lengua gurmukhi, la cultura punjabi y de la música folclórica de su región.

## Biografía
Satinder Sartaaj creció en el pueblo de Bajrawar de Hoshiarpur, Punyab. Hizo sus estudios en escuelas públicas de su pueblo y de otras localidades rurales cercanos a Chabewal y Patti. Comenzó a trabajar como actor presentándose en los escenarios cuando era niño, por el tiempo que estuvo cursando la escuela de tercer año. Después de eso, estudió en una universidad de Gobierno de Hoshiarpur, para completar su graduación en música con honores. Le extendieron el título de Sangeet Visharad, un diploma de cinco años de música clásica de Jalandhar.

## Discografía
Satinder Sartaaj lanzó su primer oficial y comercial en el 2010.
| Año  | Álbum                      | Etiqueta                                |
| ---- | -------------------------- | --------------------------------------- |
| 2009 | Tere Qurbaan               | Fine Tone                               |
| 2010 | Sartaaj                    | Speed Records                           |
| 2011 | Cheerey Wala Sartaaj       | Speed Records                           |
| 2012 | Sartaaj Live               | Speed Records                           |
| 2013 | Afsaaney Sartaaj De        | Firdaus Production & Eros International |
| 2014 | Rangrez-The Poet of Colors | Sony Music & Firdaus Productions        |